# فیل و کوران

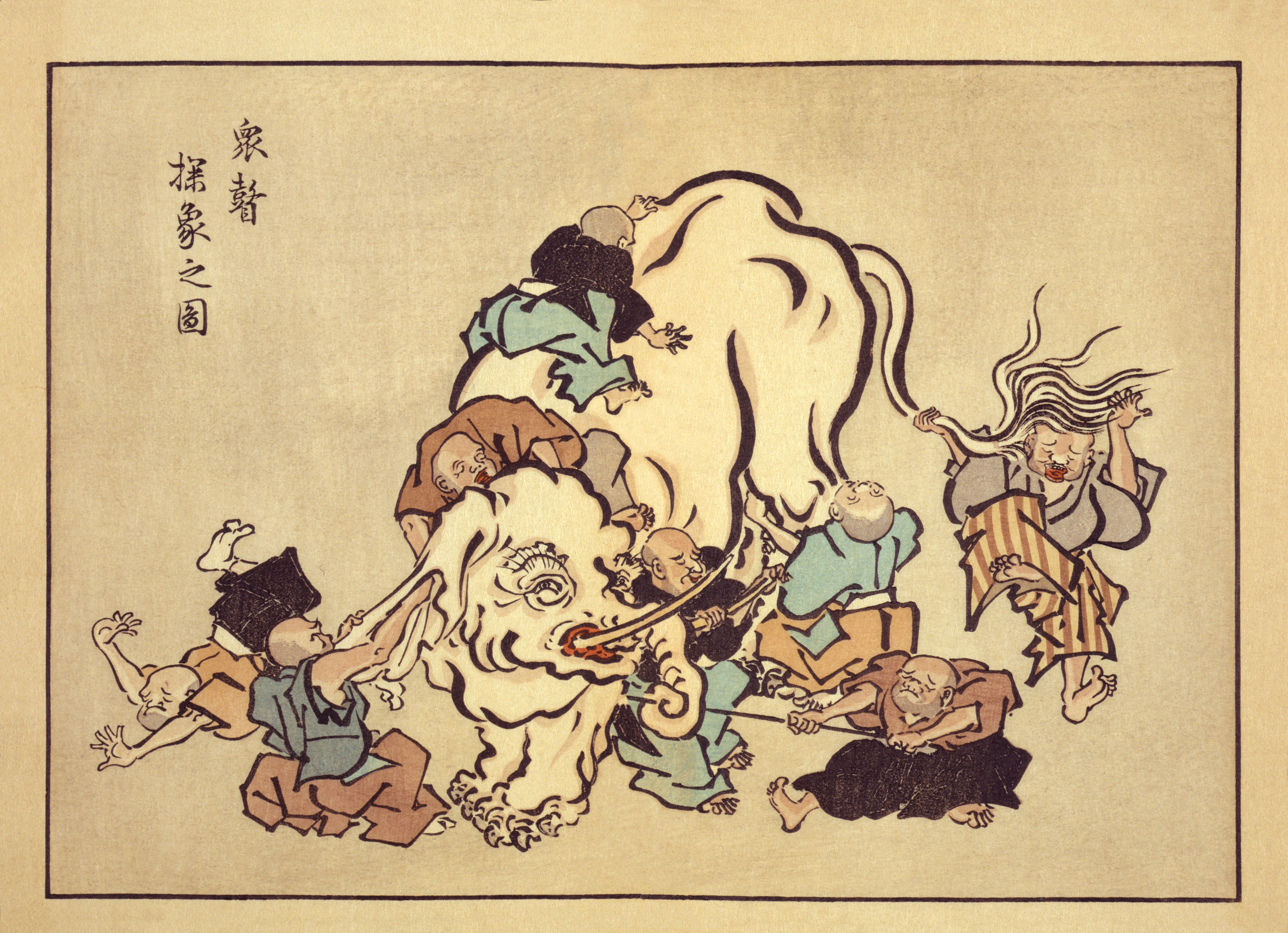
مردان نابینا که به فیل دست می‌کشند؛ نگاره از هانابوسا ایتچو، ۱۸۸۸

داستان فیل و مردان نابینا یا فیل و کوران داستانی‌است تمثیلی و عارفانه، که برای روشن کردن نقص کشف حسی به آن استشهاد شده‌است. ریشه این داستان را در جنوب شرقی آسیا دانسته‌اند و به آیین جین، بودیسم و هندوگرایی نسبت داده‌اند. علاوه بر این سه آیین، صوفیان نیز از این داستان در آثار خویش بهره برده‌اند. بودا در تیتها سوتا در قانون پالی از این تمثیل بهره گرفته‌است.
در روایت‌های مختلفی که از این داستان شده‌است، وجه مشترک چنین دیده می‌شود. گروهی از مردان نابینا(یا مردان در تاریکی) که تا آن زمان فیل ندیده بودند، دست بر فیل می‌کشند؛ و چون هر یک فقط به عضوی از اعضای فیل دست می‌کشند، به تصویر فراگیر،درست و کاملی از فیل دست نمی‌یابند و به اختلاف با هم می‌پردازند. از این داستان استنباط شده‌است که موقعیت‌های مختلف که در هر لحظه دامن‌گیر نظاره‌کنندگان در حقایق است، تصویر مشخصی از یک حقیقت واحد را برای آن‌ها به وجود می‌آورد.

## آیین جین
روایت آیین جین از این داستان چنین است که از شش مرد نابینا خواسته شد که به اعضای مختلف فیل دست بکشند، و چگونگی این موجود را بیان کنند.
یکی از ایشان بر پای فیل دست کشید و آن را چون ستونی دانست؛ دیگری بر دم فیل دست کشید و گفت که فیل مانند ریسمانی‌است؛ سومین از آن‌ها خرطوم فیل را لمس کرد و گفت که فیل مانند شاخه درخت است؛ چهارمین نابینا بر گوش فیل دست کشید و گفت که فیل همچون بادبزن است؛ پنجمین مرد به شکم فیل دست کشید و فیل را چون دیواری دانست. آخرین مرد نابینا بر عاج فیل دست کشید و فیل را مانند شیپوری دانست.
مرد دانایی سخنان ایشان را شنید و به آن‌ها گفت که سخن همه شما درست است؛ اما اختلاف گفته شما برای این است که هر یک از شما یکی از اعضای فیل را دست کشیده‌اید؛ پس فیل همه خصایصی را که برشمردید، با هم داراست.
در آیین جین، از این داستان برای توجیه هم‌زیستی مسالمت‌آمیز با ادیان و مذاهب دیگر استفاده می‌شود و این که مردم می‌توانند برحسب شرایط محیطی و وجودی و آگاهی و میزان ادراک و احساس شان بخشی از حقیقت را نزد خود داشته باشند.

## آیین بودا
در روایت بودایی، بودا داستان راجا را روایت می‌کند که شش مرد نابینا را گردآورد تا فیلی را لمس کنند. هرگاه یکی از ایشان بر فیل دست می‌کشید، راجا به نزد او می‌رفت و از او می‌پرسید که آیا فیل را دیده‌است، و از مرد نابینا می‌خواست که فیل را برای او توصیف کند. هر یک از ایشان فیل را به چیزی مانند کرد، یکی که به سر فیل دست کشیده بود، فیل را همچون کوزه‌ای دانست؛ دیگری که بر گوش دست کشیده بود، گفت که فیل همچون سبد غربال است، دیگری فیل که بر عاج دست برده بود، فیل را چون گاوآهن دانست. آن که به پای فیل دست برده بود، فیل را ستونی دانست. آن که به دم فیل دست کشیده بود، فیل را مانند شانه دانست؛ و آن که بر شکم فیل دست برده بود گفت که فیل همچون انبار غله است. آن مردان با هم به نزاع پرداختند؛ راجا اختلاف ایشان را برطرف کرد، و گفت که هر یک بر عضو فیل دست کشیده‌اند.

## صوفیان مسلمان
سنایی در کتاب حدیقةالحقیقه، این داستان را چنین آورده‌است:
| بود شهری بزرگ درحد غور       |  | اندر آن شهر مردمان همه کور |
| پادشاهی بر آن مکان بگذشت     |  | لشکر آورد و خیمه زد بر دشت |
| داشت پیلی بزرگ باهیبت        |  | از پی جاه و حشمت و صولت    |
| مردمان را ز بهر دیدن پیل     |  | آرزو خاست زان چنان تهویل   |
| چند کور از میان آن کوران     |  | بر پیل آمدند چون عوران     |
| تا بدانند شکل و صورت پیل     |  | هر یکی تازیان دران تعجیل   |
| آمدند و به دست بپسودند       |  | زان‌که از چشم بی‌بصر بودند   |
| هر یکی را به لمس بر عضوی     |  | اطلاع اوفتاد از جزوی       |
| هر یکی صورت محالی بست        |  | دل و جان در پی خیالی بست   |
| چون برِ اهل شهر باز شدند      |  | برشان دیگران فراز شدند     |
| هیئت و شکل پیل پرسیدند       |  | آنچه گفتند جمله بشنیدند    |
| آن که دستش به سوی گوش رسید   |  | دیگری حال پیل زو پرسید     |
| گفت شکلیست سهمناک عظیم       |  | پهن و صعب و فراخ همچو گلیم |
| آن که دستش رسید زی خرطوم     |  | گفت گشتست مر مرا معلوم     |
| راست چون ناودان میانه تهی‌است |  | سهمناکست و مایه تبهیست     |
| وان‌که را بد ز پیل ملموسش     |  | دست و پای ستبر پر بوسش     |
| گفت شکلش چنان‌که مضبوطست      |  | راست همچون عمود مخروطست    |
| هریکی دیده جزوی از اجزا      |  | همگان را نظر فتاده خطا     |
| هیچ را دل ز کلی آگه نی       |  | علم با هیچ کور همره نی     |
| جملگی را خیال‌های محال        |  | کرده مانند غتفره بجوال     |
| از خدایی خلایق آگه نی        |  | عقلا را درین سخن ره نی     |
|                              |  | سنایی                      |

جلال‌الدین محمد بلخی مشهور به مولوی، در کتاب مثنوی، از این تمثیل بهره جسته‌است.
| پیل اندر خانه‌ای تاریک بود     |  | عرضه را آورده بودندش هنود     |
| از برای دیدنش مردم بسی        |  | اندر آن ظلمت همی شد هر کسی    |
| دیدنش با چشم چون ممکن نبود    |  | اندر آن تاریکی‌اش کف می‌بسود    |
| آن یکی را کف به خرطوم اوفتاد  |  | گفت همچون ناودان است این نهاد |
| آن یکی را دست بر گوشش رسید    |  | آن برو چون بادبیزن شد پدید    |
| آن یکی بر پشت او بنهاد دست    |  | گفت خود این پیل چون تختی بدست |
| همچنین هر یک به جزوی که رسید  |  | فهم آن می‌کرد هرجا می‌شنید      |
| از نظرگه، گفتشان شد مختلف     |  | آن یکی دالش لقب داد این الف   |
| در کف هریک اگر شمعی بدی       |  | اختلاف از گفتشان بیرون شدی    |
| چشم حس همچون کف دست‌است و بس   |  | نیست کف را بر همه‌ی او دست‌رس   |
| چشم دریا دیگرست و کف دگر      |  | کف بهل وز دیده دریا نگر       |
| جنبش کف‌ها ز دریا روز و شب     |  | کف همی بینی و دریا نی عجب     |
| ما چو کشتی‌ها به هم برمی‌زنیم   |  | تیره چشمیم و در آب روشنیم     |
| ای تو در کشتی تن رفته به خواب |  | آب را دیدی نگر در آب آب       |
|                               |  | مولوی                         |